# تپه سوفان علیا ب
تپه سوفان علیا ب در شهرستان شوشتر، روستای سوفان علیا واقع شده و این اثر در تاریخ ۵ آذر ۱۳۸۰ با شمارهٔ ثبت ۴۳۱۴ به‌عنوان یکی از آثار ملی ایران به ثبت رسیده است.